# Łanny
Łanny, Łonny Potok – potok, prawy dopływ Krośnicy. Cała jego zlewnia znajduje się w obrębie miejscowości Krościenko nad Dunajcem w województwie małopolskim, w powiecie nowotarskim, gminie Krościenko nad Dunajcem.
Potok wypływa na wysokości 625 m ze źródła w dolince wciosowej pomiędzy szczytami Wysoki Dział (731 m) i Bajków Groń (716 m) na północnych stokach Pienin Właściwych. Spływa w kierunku północnym pomiędzy północnymi grzbietami Wysokiego Działu i Łupisk i na wysokości około 435 m uchodzi do Krośnicy po lewej stronie drogi nr 969 z Krościenka do Krośnicy.
Łanny ma kilka niewielkich dopływów. Największy to lewostronny dopływ wypływający ze źródła na wysokości 565 m. Dolina Łannego oddziela dwie części Pienin Właściwych: Pieniny Czorsztyńskie (po zachodniej stronie), od Masywu Trzech Koron (po wschodniej stronie).
W 2016 r. w dolinie Łonnego Potoku (na Małym Załoniu) znaleziono brodawkowca czystego (Pseudoscleropodium purum) – rzadki, chroniony prawnie gatunek mchu. W 2012 r. w górnym biegu potoku (w Dolinach) znaleziono zagrożony wyginięciem gatunek grzyba koronica ozdobna Sarcosphaera coronaria.